# 旧巴伐利亚

旧巴伐利亚

旧巴伐利亚（德語：Altbayern/Altbaiern，發音：[ˈaltˌbaɪɐn]）是巴伐利亚自由州三个最古老部分的领土。此地之前名为选侯巴伐利亚（德語：Kurbayern），此名来自前巴伐利亚州选侯国。
旧巴伐利亚主要由以下行政区（Regierungsbezirke）组成：
- 上巴伐利亚
- 下巴伐利亚
- 上普法尔茨

由于旧巴伐利亚一词是基于与弗兰肯（即上、中、下弗兰肯）以及施瓦本（即巴伐利亚施瓦本）相比的文化差异，因此上弗兰肯的文西德以及施瓦本的艾夏赫-弗里德贝格县周围的一些地区被算作旧巴伐利亚的一部分，因为它们与前面提到的三个区有着相同的历史、方言和文化。严格来说，上奥地利因河地區也属于旧巴伐利亚，因为它是巴伐利亚选侯国的一部分直到1779年，此后根据泰申条约划归给奥地利大公国。
自国王路德维希一世（1825-1848）在位以来，“Baiern”改称为了“Bayern”。随着1825年他的统治开始，巴伐利亚的官方拼写从“Baiern”改为“Bayern”，首先是因为国王对古希腊文化的热爱，其次是为了反映新近添加的大片原非巴伐利亚地区（施瓦本和弗兰肯）。理想情况下，“Baiern”一词将是对旧巴伐利亚地区合理的描述。
法兰克尼亚和施瓦本的领土直到德意志世俗化和1815年维也纳会议才并入巴伐利亚王国，因此它们与旧巴伐利亚仍然存在强烈的文化和语言差异。旧巴伐利亚（以及邻近的奥地利土地）使用巴伐利亚方言，这与法兰克地区和巴伐利亚施瓦本地区的东法兰克语和阿勒曼尼语（施瓦本语）不同。